# ASV Hof

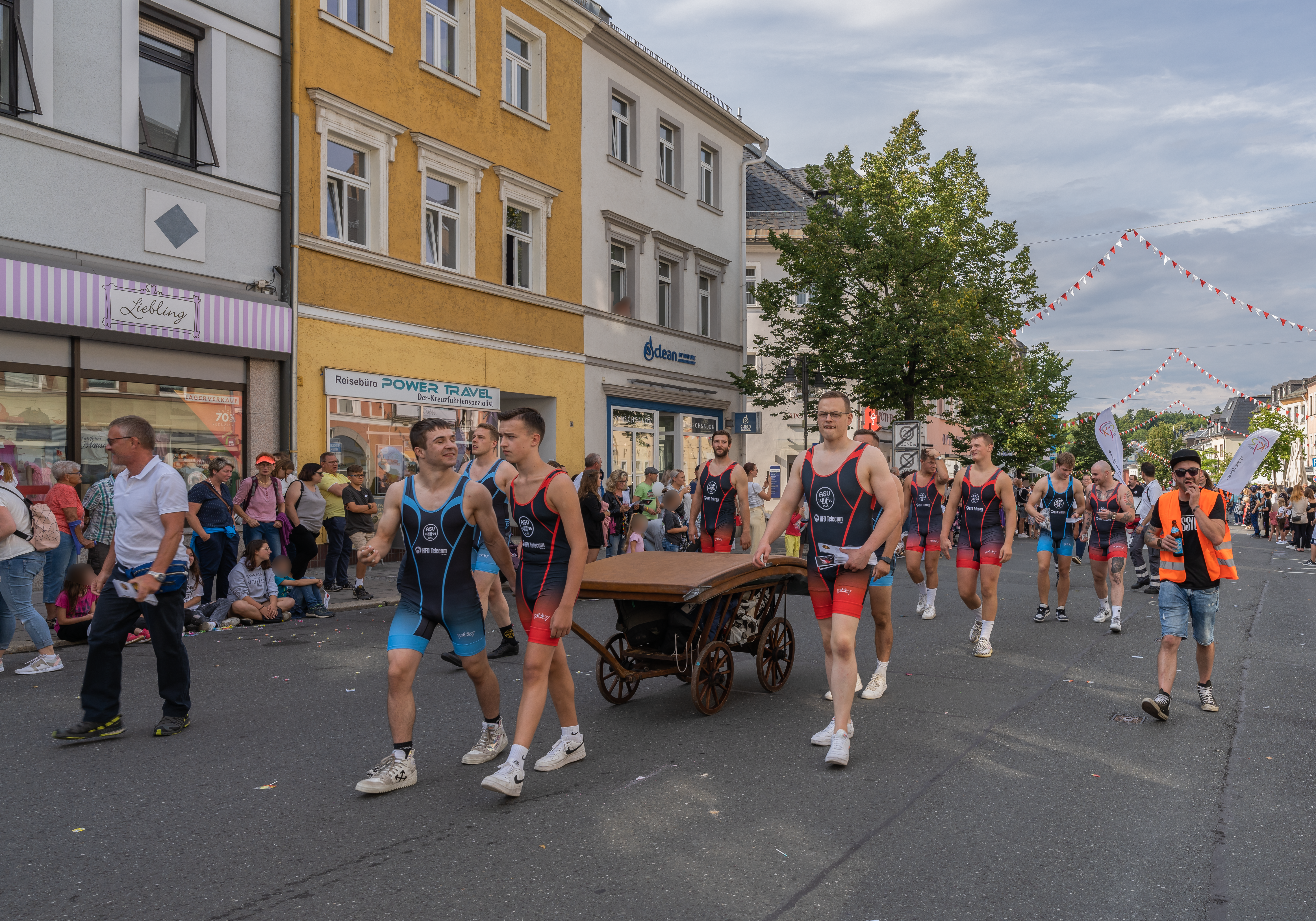
Ringer des ASV Hof

Der Athletik-Sportverein Hof 1896 e. V. ist ein Ringerverein aus der Stadt Hof. Der Verein wurde am 29. Februar 1896 als 1. Stemmklub Hof von Heinrich Dressel gegründet. 1914 wurde der Verein mit zwei weiteren Vereinen zum ASV Hof 1896 e. V. hervorgehoben. Nach mehreren erfolgreichen Kampfzeiten zog sich die erste Mannschaft der Herren nach der Saison 2010/11 aus der Bundesliga zurück.

## Erfolge in der 1. Bundesliga
- Ringer-Bundesliga 2007/08: 4. der Staffel Nord, Achtelfinalteilnahme deutsche Meisterschaft
- Ringer-Bundesliga 2008/09: 2. der Staffel Nord, Achtelfinalteilnahme deutsche Meisterschaft
- Ringer-Bundesliga 2009/10: 4. der Staffel Ost, Viertelfinalteilnahme deutsche Meisterschaft
- Ringer-Bundesliga 2010/11: 4. der Staffel Ost

## Bekannte Athleten
- Dominik Zeh
- Christian Hemme
- Hans Mohr
- Max Giegold
- Erhardt Bleyer
- Max Schrader
- Karl Hertel, Vizeweltmeister 1913 und Dritter bei der Weltmeisterschaft 1911
- Ramsin Azizsir